# Partido Nacional de Centro (Estonia)
El Partido Nacional de Centro (en estonio: Rahvuslik Keskerakond, RKE) fue un partido político de centro de Estonia. 

## Historia
El partido se fundó en octubre de 1931 con el nombre de Partido Nacionalista Unido, tras la fusión del Partido Popular Estonio y el Partido Popular Cristiano. En enero de 1932, el Partido Laborista Estonio se unió a la fusión, convirtiéndose en el Partido del Centro Nacional. En febrero, el Partido de los Terratenientes también se integró al partido.
En total, los cuatro partidos obtuvieron 26 escaños en el Riigikogu. En las elecciones de 1932, el nuevo partido obtuvo solo 23 escaños, perdiendo ante la Unión de Colonos y Pequeños Agricultores, recientemente creada mediante la fusión del partido Asambleas de Granjeros y el Partido de los Colonos. En el referéndum sobre las enmiendas constitucionales celebrado en octubre de 1933, el partido se mostró en contra de modificar la constitución.
Al igual que todos los demás partidos políticos, sus actividades se suspendieron en 1935 (un año después de que el gobierno de Konstantin Päts declarara el estado de emergencia nacional en 1934).
En las elecciones de 1938, dos exmiembros del RKE fueron elegidos para el parlamento.

## Resultados electorales
Los resultados electorales antes de su disolución fueron los siguientes:
| Elección | Votos   | %     | Escaños | +/–   | Posición |
| -------- | ------- | ----- | ------- | ----- | -------- |
| 1932     | 110.662 | 22,11 | 23/100  | Nuevo | 2.º      |